# Lehe (Bremerhaven)

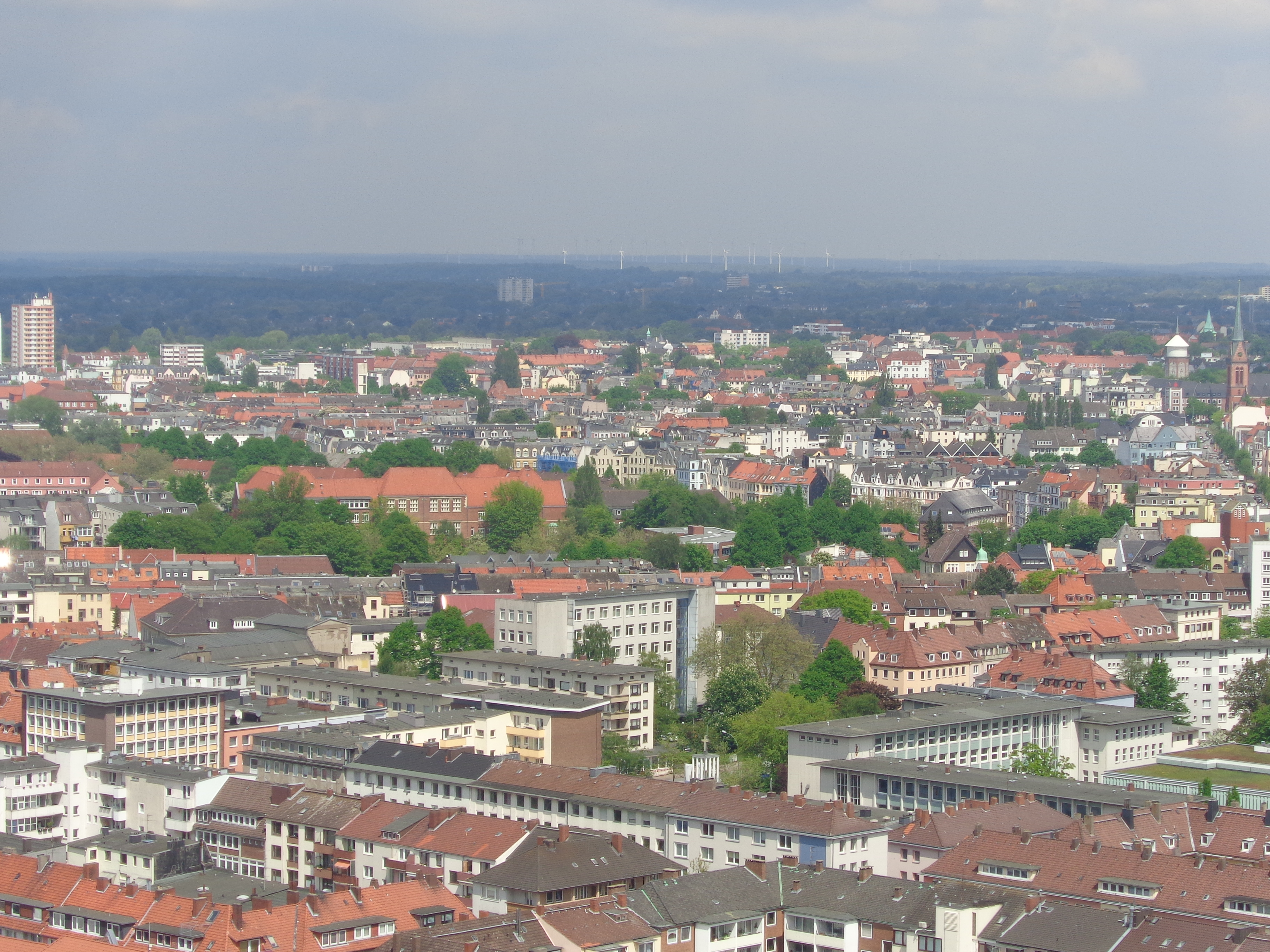
Lehe, im Vordergrund Mitte

Lehe (niederdeutsch Lee) ist ein Stadtteil des Stadtbezirks Nord der Stadtgemeinde Bremerhaven in der Freien Hansestadt Bremen.

## Geografie

### Lage
Lehe liegt nahe der Mündung der Geeste in die Weser, unweit deren Mündung in die Nordsee. Der alte Ortskern liegt auf dem Ausläufer der eiszeitlich gebildeten Hohen Lieth, dem Geestrücken zwischen Cuxhaven und Lehe, die dem Ort vermutlich auch ihren Namen gab. Der zentral gelegene Stadtteil grenzt im Norden an die Stadtteile Weddewarden und Leherheide. Im Südwesten befindet sich der Stadtteil Mitte (das alte Bremerhaven) und dahinter im Süden der Stadtteil Geestemünde.

### Gliederung
| Ortsteile               | km²  | Einwohner |
| ----------------------- | ---- | --------- |
| Buschkämpen             | 3,24 | 0 722     |
| Eckernfeld              | 1,94 | 5.332     |
| Neu-Lehe (Goethestraße) | 0,55 | 8.150     |
| Klushof                 | 2,23 | 10.4690   |
| Schierholz              | 2,66 | 6.193     |
| Speckenbüttel           | 4,50 | 3.137     |
| Twischkamp              | 1,25 | 4.640     |

(Stand: 31. Dezember 2018; Quelle:)

## Geschichte

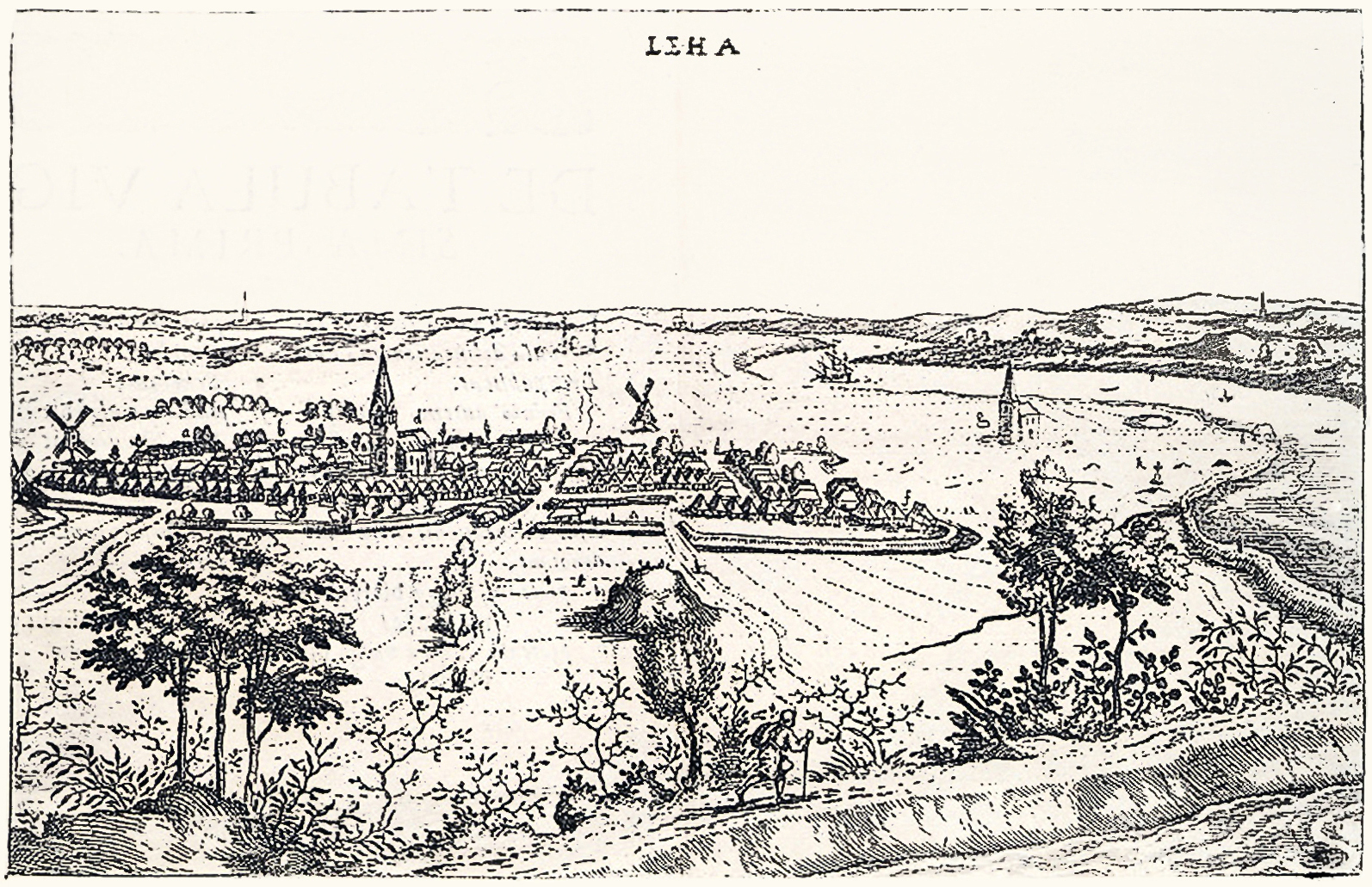
Lehe, Kupferstich nach Zeichnung von Christian von Apen von 1603/04 für die 1605 ausgelieferte Bremer Chronik von Wilhelm Dilich

Felsstein mit Inschrift LE

### Name
Lehe wurde schon bei der ersten urkundlichen Erwähnung im Einkünfteregister der Oldenburger Grafen von 1273/78 Lee genannt. Auf einem Felsstein, der als Grenzstein gedient haben könnte und heutzutage vor dem Amtsgericht in Bremerhaven-Lehe aufgestellt wurde, steht LE.
Der Name könnte aus den altsächsischen Silben lewa oder lio abgeleitet sein und „auf dem Hügel“, „hochwassergeschützter Platz“ bedeuten. Der in Norddeutschland mehrfach auftretende Ortsname findet auch in Lehe (Dithmarschen), Lehe (Emsland), in der Samtgemeinde Dörpen oder im Ortsteil Lehe in Bremen – Horn-Lehe. Noch häufiger sind im Küstenbereich Ortsnamen, die im Mittelalter mit -le endeten und heutzutage -el geschrieben werden, wie z. B. Varel.
In dem Kupferstich des Fleckens Lehe in der Bremer Dilich-Chronik von 1605 wurde der Ortsname als „Leha“ latinisiert, was dann z. B. im 14. Band von Matthäus Merians Hauptwerk Topographia Germaniae übernommen wurde.

### Ortsteilnamen

#### Buschkämpen
Buschkämpen kommt vom norddeutschen Begriff Kamp und stammt wahrscheinlich vom lateinischen campus für Fläche, Feld, Flur oder Ebene; hier für ein durch Büsche abgegrenztes Gebiet.

#### Eckernfeld
Eckernfeld wurde früher auch Ekkernfelde, Eckerfelde oder Eggerfelde geschrieben. Die Vorsilbe Ekk stammt vom niederdeutschen egg und stand für Ecke oder Kante. Der Ortsteil Ekkernfelde liegt an der Ecke, also am Rande, von der Reidewischen (Reithwiesen).

#### Goethestraße
Der Ortsteil wurde nach Johann Wolfgang von Goethe benannt.

#### Klushof
Klushof kommt von Klus (Klause), einer kleinen Kapelle. Die Heiligen-Kreuz-Kapelle von 1477 bei der Dionysiuskirche gab dem Ortsteil Klushof seinen Namen. Im Leher Klus wurden ortsfremde Menschen, Wasserleichen bestattet.

#### Schierholz
Der Ortsteil Schierholz hat seinen Namen von der Vorsilbe Schier, die früher für Scheiden (abscheiden) also Grenze stand. Der Flurname bestimmt also die Flur, die an das Spadener Holz (Wald) grenzte.

#### Speckenbüttel

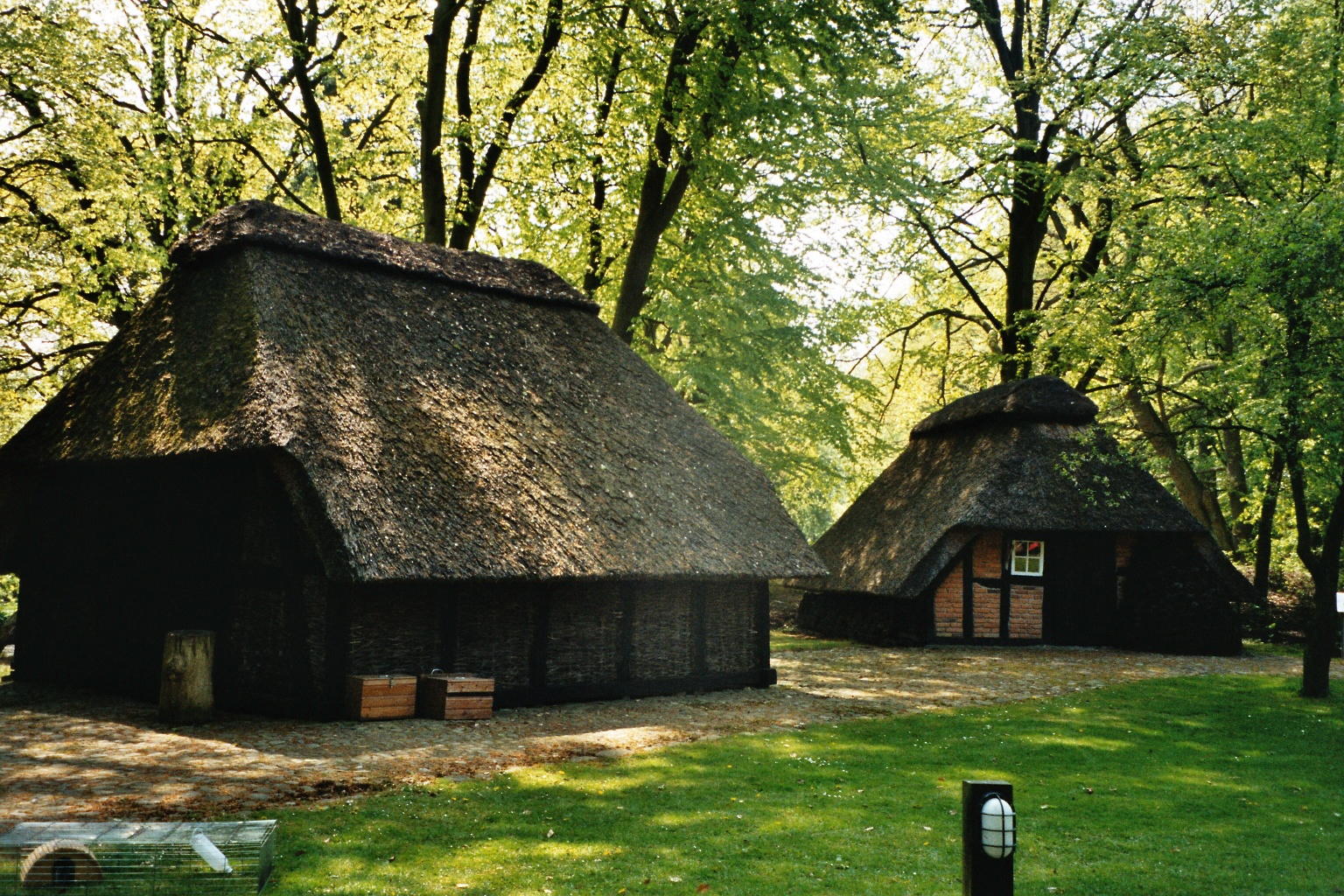
Geestbauernhof im Freilichtmuseum

Der Name Speckenbüttel setzt sich zusammen aus Specken für Dammwege aus Buschwerk und Soden sowie aus Büttel, vom niedersächsischen bodil für Landgut.
Die Gehöfte des kleinen Ortes Ganderse, die über Knüppeldämme erreicht werden konnten, wurden um 1450 bis 1500 verlassen.
Der Schützenhof im Park entstand 1854. Seit 1835 fanden im Speckenbütteler Holz die Leher Schützenfeste statt. Der Schützenverein pflanzte Büsche und Bäume, legte Wege an und stellte Bänke auf.
Das Pulvermagazin Speckenbüttel, Siebenbergensweg 65, stammt von 1874/75. 1883 wurde ein Luther-Denkmal errichtet, das dort rund 80 Jahre stand. Der 1888 angelegte Reitplatz wurde nach 1900 zur Radrennbahn umgebaut, die bis 1919 bestand. 1890 begann die Gestaltung des Speckenbütteler Holzes zum Speckenbütteler Park, in dem seit 1910 ein Freilichtmuseum für die bäuerliche Kultur der Region entstanden ist. Die Pferdebahn von Lehe wurde 1896 nach Speckenbüttel verlängert und 1908 zur elektrischen Straßenbahn ausgebaut. Sie fuhr bis 1982 durch die Parkstraße. Um den Park siedelte sich im 20. Jahrhundert gehobenes Bürgertum an. Dort wohnten 1950 bereits 2472 Menschen, 1974 waren es 3503 und 1999 noch 3271.
1923 eröffnete der Allgemeine Turn- und Sport-Bund (ATSB) auf dem Gelände der ehemaligen Radrennbahn seine Sportanlagen. Die Sportanlage der Leher Turnerschaft (LTS) wurde 1951 fertiggestellt. 1959 entstand das Freibad Speckenbüttel.
Das Gewerbegebiet Speckenbüttel im Nord-Westen entwickelt sich seit den 1980er Jahren. Auch der Hauptverschiebebahnhof Speckenbüttel1 ist ab 1982 im Bau. Ein neues, großes Umspannwerk für die Häfen ging in Betrieb.
1984/86 baute der Bauernhausverein Lehe im Park eine Bockwindmühle, nachdem Vorgängermühlen 1942 und 1983 abgebrannt waren. Das Weidenschloss im Park entstand 2003 als Projekt des Gartenbauamtes nach dem Entwurf des Architekten Marcel Kalberers. Der Hochseilgarten steht seit 2003 im „Gesundheitspark“.
Eine interaktive Windenergieanlage in Speckenbüttel wird seit 2010 von der Hochschule Bremerhaven betrieben.

#### Twischkamp
Twischkamp ist ein Kamp zwischen (twischen) den Feldern.

### Frühgeschichte
Im Mai 2019 entdeckten Archäologen bei Ausgrabungen an der Bütteler Straße 6 in 1,2 Metern Tiefe die Reste eines Wohnstallhauses aus der Eisenzeit. Neben weiteren gesicherten Befunden wie Vorratsgruben und Keramikscherben belegt ein Brunnen aus dem letzten Jahrhundert v. Chr. erste Siedlungsspuren. Über dem Fundort befand sich jahrzehntelang das Schwimmbecken der Sauna am Kalkofen.

### Mittelalter
Lehes älteste Besiedlung entstand auf dem Geestrücken entlang der Langen Straße. Schon in der Zeit der Karolinger kann eine Besiedlung angenommen werden. Sichernde Überlaufdeiche und dann Seedeiche werden ab 1100 bzw. ab 1200 angenommen. Friesische Siedler erhielten von den Grafen von Oldenburg und den Herren der Burg Bederkesa vererbbare Grundstücke. Die Kolonisten erhielten vom Erzstift Bremen die üblich gewährten Hollerrechte.

#### Lehe wird erwähnt
Lehe wurde erstmals 1273/1278 urkundlich als dorpe Lee in einem Lehenregister der Grafen von Oldenburg erwähnt. Zum Kirchspiel Lehe gehörte eine Feldmark von um die 3000 Hektar Größe. Mitte des 13. Jahrhunderts (nach anderer Meinung schon um 1100) wurde die Dionysiuskirche in Lehe errichtet. Urkundliche oder archäologische Belege, die eine genaue Datierung der ersten Kirche an dieser Stelle erlauben würden, gibt es nicht.
Seit dem Mittelalter bestand eine Kirchspielschule, die an der Südseite des Kirchhofs der damaligen Jakobikirche, später Dionysiuskirche, stand. Später wurde hier in der deutschen Schule im Erdgeschoss der Unterricht von einem Vikar, dann von einem Schulmeister aus Bremen erteilt. In der Lateinschule im Obergeschoss unterrichteten der Pfarrer und später ein Rektor sowie ein Schulmeister.

#### Flecken Lehe
Der Flecken Lehe gewann eine überörtliche Bedeutung als Schiffsanlegeplatz an der Geeste, Amtssitz und Marktort mit minderstädtischen Rechten in einer Region, die ansonsten keinerlei Städte hatte. Der Markt fand in der Nähe der Geestefähre statt (Marktkreuz von 1610).
1310 findet Lehe Erwähnung, als ein Streit zwischen dem Propst Erpo Mule und den Einwohnern des Landes Wursten durch die Ritter von Bederkesa und Ritzebüttel auf dem Kirchhof der Dionysius-Kirche geschlichtet wurde. Mindestens seit 1525 hatte der Flecken Lehe eine eigene Verwaltungsorganisation. Politisch stand das Gebiet an der Geestemündung lange im Widerstreit der Interessen des Erzbistums Bremen und dem Bremer Rat. So verbündete sich die Stadt Bremen 1326 mit dem Land Wursten gegen Lehe. 1399 stellte sich Lehe unter den Schutz des Erzbischofs von Bremen, um stadtbremische Machtbestrebungen abzuwehren. Im Konflikt zwischen Erzbischof und Land Wursten wurde 1408 die Stinteburg von den Wurstern zerstört.

#### Gericht in Lehe

1736 erbautes Gerichtshaus in Lehe auf einer Häuserkarte des dortigen Richters Eide Siade Johans von 1743

Alte Kirche (Dionysiuskirche) mit ummauerten Kirchhof im Dilichstich von 1605

Der erste urkundliche Hinweis auf ein eigenes Gericht in Lehe findet sich im Einkünfteregister der Oldenburger Grafen von 1273/78. Dort wird erwähnt, dass die dem Oldenburger Grafen von den Lehern geschuldeten Abgaben im Haus des Richters abzuliefern waren. Korn, welches beim Befüllen der Zinshimpten daneben fiel, gehörte dem Richter.
In einer Urkunde von 1310 wird von einem Vergleich berichtet, der zwischen dem Propst des Landes Wursten und den Wurster Bauern im Kirchspielgericht, welches auf dem Kirchhof der Dionysiuskirche in der Mitte der Langen Straße stattfand, geschlossen wurde. Auch wenn diese Urkunde eine ca. 100 Jahre spätere Fälschung ist, wird der Umstand richtig sein, dass das Leher Kirchspielgericht unter freiem Himmel auf dem Kirchhof tagte. Möglich ist, dass bei schlechtem Wetter in der Kirche verhandelt wurde, wo auch ursprünglich in einer Gerichtslade, einem eisernen Kasten, die Urkunden aufbewahrt wurden.
Anfang 1408 zerstörten die Leher und Wurster Bauern mit politischer und juristischer Unterstützung der Stadt Bremen die Anfänge der sogen. Stintburg, die der Erzbischof in der damaligen erste Geesteschleife errichten ließ. In demselben Jahr verpfändeten die Grafen von Oldenburg ihre Einkünfte und Rechte im Land Würden, Sandstedt und Lehe an die Stadt Bremen, weil sie das Lösegeld für einen von den Bremern gefangenen Grafen nicht aufbringen können. Anschließend schloss Lehe mehrfach – erstmals 1421 und dann 1435 und 1447 – Schutzverträge mit dem Bremer Rat. Zu dieser Zeit führte den Vorsitz im Kirchspielgericht der aus einem der vornehmen Leher Geschlechtern gewählte Vogt. Zumindest ab dem 16. Jh. musste er durch den Bremer Rat bestätigt werden. Das Kirchspiel Lehe hatte zwei Bauerschaften mit je zwei Vierteln, aus denen jeweils drei Geschworene gewählt wurden.
Für schwerwiegendere Fälle tagte im Frühjahr und im Herbst das Landgericht unter dem Vorsitz eines Bremer Bürgermeisters in Begleitung eines Ratsherren. Später wurde dies die Aufgabe des Ratsherrn, der jeweils als sogenannte Drost für den Rat die Burg Bederkesa verwaltete. Zu seiner Unterstützung nahm der Amtmann von Bederkesa an den Landgerichten teil.
Ende 1632 verweigerte der Bremer Rat seine Zustimmung zu dem als Vogt gewählten Leher Kandidaten und setze einen Bremer Juristen durch, der erstmals nicht mehr Vogt, sondern Richter genannt wurde. Da er keinem heimischen Geschlecht entstammte, kaufte der Rat für ihn in der Langen Straße ein Haus als Wohn- und Gerichtshaus. Um die Zustimmung der amtierenden Geschworenen zu bekommen, wurde schriftlich vereinbart, dass sie im Kirchspielgericht ihre jahrhundertealten Mitwirkungsrechte behalten würde. Tatsächlich bekamen sie noch nicht einmal die zugesicherte Abschrift dieser Vereinbarung.
Der erste Stader Vergleich vom 28. November 1654 zwischen Schweden und Bremen führte dazu, dass das Gericht Lehe und die Herrschaft Bederkesa an Schweden fielen, deren Verwaltung in Stade nunmehr die Richter in Lehe bestimmte und das Landgericht durchführte.
1712 floh der Richter aus Lehe vor den Dänen, die ihrerseits einen Richter einsetzten. Als Dänemark 1715 die von Schweden eroberten Herzogtümer Bremen und Verden an das Kurfürstentum Hannover verkaufte, blieb der Leher Richter im Amt. 1736 wurde ein neues Gerichtshaus gebaut, sehr wahrscheinlich das, welches 1743 der damalige Richter Eide Siade Johans in seiner Häuserkarte Lehes einzeichnete. Soweit ihm in den kommenden Jahren adlige Richter folgten, erhielten sie das Recht, sich Drosten zu nennen.

#### Leher Klus

Leher Klus, Ausschnitt aus dem Dilich-Stich von Lehe von 1605

1477 bestätigte urkundlich ein Bremer Geistlicher, dass im Pfarrbezirk Lehe die Heiligen-Kreuz-Kapelle (Lage im Bereich der Stresemannstraße Nr. 197 bis 203) noviter errichtet und ausgestattet wurde. Während teilweise angenommen wird, dass es sich um eine neue Stiftung handelte, wird es sich um einen Wiederaufbau gehandelt haben, da die Ortsangabe by der cappelen schon vor 1467 im Leher Missal bei einem Stifterverzeichnis der Leher Kirche vorkommt. Die einschiffige Kapelle mit einem Turm ist auf dem Dilich-Stich von Lehe von 1605 zwischen dem Flecken und der Geestefähre eingezeichnet. Sie wurde auch als Leher Klus bekannt, woran die Straße Am Klushof erinnert. Die Kapelle wurde 1625 durch einen Sturm zerstört und um 1632 als nunmehr aber verfallen bezeichnet. Sie lag nahe einem Hafen, der im Bereich des Philippsfields, der Stadthäuser und der Melchior-Schwoon-Straße vermutet wird. Nach Abbruch der Kapelle wurde der um sie herum liegende Friedhof bis 1827 weiter als Armen- und Fremdenfriedhof genutzt und Klushof genannt. Der Vorschlag des Leher Richters Deelwater von 1683, die Kapelle als eigene Kirche für die Lutheraner wieder aufzubauen, wurde wegen der hohen Kosten abgelehnt.

#### Kämpfe mit Wursten und dem Erzstift
Von 1484 und 1499 beteiligte sich Lehe erfolgreich an dem Kampf des Landes Wursten zur Abwehr des Herzogs Johann IV. von Sachsen-Lauenburg.
Um 1500 (andere Quellen 1450) wurde der Ort Ganderse bei Speckenbüttel aufgegeben und die Einwohner in Lehe eingemeindet.
1511 kann Oldenburg verpfändeten Rechte am Einkommen wieder einlösen und bis 1852 behalten; Lehe bleibt aber hoheitsrechtlich bis 1648 beim Bremer Erzstift.
1517, 1518 und 1525 erlebte Lehe dreimal, wie die Truppen des Erzbischofs Christoph von Bremen das Land Wursten besiegten und das unbeteiligte Lehe dabei jeweils niederbrannten. 1526, nachdem der Erzbischof Wursten besiegt hatte, übernahm das Erzstift Bremen die Herrschaft in Lehe.
1532 verjagen die Leher die Wurster, welche widerrechtlich einen Deich auf Leher Gebiet bauen wollten.

### Frühe Neuzeit

#### Reformation und danach
1534 schloss sich Lehe dem Vorbild Bremens (ab 1524/1531) folgend der lutherischen Reformation an, deren Territorien sich im Schmalkaldischen Bund vereint hatten.
1539 fand erstmals eine noch ältere Schule Erwähnung, die beim Kirchspiel von St. Jakobi/Dionysius angesiedelt war. Gegen Ende des 16. Jahrhunderts gab es getrennt eine lutherische und eine reformierte Schule.
1547 verteidigen im Schmalkaldischen Krieg auch Leher Landsknechte die Stadt Bremen gegen die kaiserlichen Truppen. Plünderungen in Lehe durch die Kaiserlichen konnten durch Vermittlung der Grafschaft Oldenburg und Geldzahlungen vermieden werden.
Von 1568 bis 1587 erreichte Lehe, dass es keine „Türkensteuer“ an Bremen zahlen musste. 1588 wurde Lehe vom Bremer Rat gestattet, zwei Jahrmärkte als Vieh- und Warenmärkte – im April/Mai und im September – abzuhalten.
Im Dreißigjährigen Krieg rückte Tilly 1627 in Lehe ein und durch Geldleistungen konnte der Ort eine dauerhafte Einquartierung vermeiden. Die Leher Schanze entstand 1639 in der letzten Geesteschleife vor der Mündung an der Weser auf Veranlassung des evangelischen Administrators und Erzbischof Friedrich III. Sie hatte Erdbastionen. Sie wurde auf Bremer Veranlassung um 1648 geschleift, 1653 von den Schweden unter Königsmarck erneuert und 1672 zugunsten der Carlsburg aufgegeben.

#### Schwedenzeit
1648 kam auf Grund des Westfälischen Friedens das Erzbistum Bremen – und so auch Lehe – unter schwedische Hoheit. Da Bremen diese nicht anerkennen wollte, besetzten 1653 die Schweden auch Lehe und die Leher Schanze. 1654 wurde im Ersten Stader Vergleich dann endgültig besiegelt, dass Lehe Teil des schwedischen Herzogtums Bremen im Heiligen Römischen Reich wurde.

#### Carlsburg
Die Schweden gründeten 1672 die nach König Carl XI. von Schweden benannte Festungsstadt Carlsburg an der Mündung der Geeste in die Weser (heute befindet sich hier die Hochschule Bremerhaven) auf Leher Gebiet. Die Leher Schanze wurde dabei aufgegeben. Johann Besser wurde vorläufiger Bürgermeister der Siedlung. 1675–1676 wurde die unvollendete Anlage von Land und See von Truppen aus dem Herzogtum Braunschweig und Lüneburg, Kurfürstentum Brandenburg, Hochstift Münster, den Vereinigten Niederlande und dem Königreich Dänemark belagert und von den Dänen schließlich besetzt. Carlsburg wurde dabei Teil von Braunschweig-Lüneburg. Die Festung wurde 1683 abgebrochen und um 1700 wurden die letzten Kanonen nach Stade transportiert. Lehe verblieb (ab 1680) noch bei den Schweden. Um 1680 wurde die Alte Privilegierte Apotheke Lehe gegründet.

#### Nach den Nordischen Kriegen

Lehe auf der Kurhannoverschen Landesaufnahme von 1768

1711 siegen die Dänen in den Nordischen Kriegen und besetzen auch Lehe. 1719 verkaufte Dänemark das Herzogtum Bremen an das Kurfürstentum Braunschweig-Lüneburg, aus dem später das Königreich Hannover wurde.
1713 gründete sich eine Stiftung, die eine Lateinschule baute.
Lehe hatte auch vorübergehend einen eigenen kleinen Hafen an der Geeste. Seine Lage war aber wenig geeignet, eine bedeutende Rolle zu spielen. Den Bau eines Hafens lehnte Hannover 1798 und erneut 1800 ab.
1752 wurde an Stelle der jahrhundertealten Fähre über eine nicht mehr vorhandene Schlinge der Geeste die erste hölzerne Geestebrücke gebaut. Sie wurde durch eine im Frühjahr 1791 begonnene und Ende Juni 1792 fertiggestellte Klappbrücke ersetzt. Als 1813 die Leher und Wurster Bauern mit Unterstützung einiger weniger englischer Soldaten einen Aufstand gegen die französische Besatzungsmacht wagten, lehnten die Leher den Vorschlag des englischen Offiziers, die neue teure Brücke abzureißen, ab. Sie wurde nur hochgezogen, so dass die Franzosen durch die Geeste schwimmen und sie wieder herunterlassen konnten, um in Lehe einzumarschieren. Nach dieser Niederlage wurde die Brücke die Franzosenbrücke genannt. Als im letzten Jahrzehnt des 19. Jahrhunderts die Geesteschlinge durch den Durchstich I ihre Funktion verlor und zunächst ein Damm die Geesteschlinge absperrte, wurde die Franzosenbrücke im Frühjahr 1896 abgebrochen. Anfang des 20. Jahrhunderts wurde die Geesteschlinge mit dem überflüssig gewordenen Deich entlang der Schlinge verfüllt.
Im Siebenjährigen Krieg kämpfte Hannover auf preußischer Seite und Lehe hatte die Belastungen aus feindlichen französischen Besetzungen von 1757 bis 1763 und danach die Einquartierungen von verbündeten britischen Truppen auszuhalten.
1776 wurden die gezwungenen Soldaten des Landgrafen von Hessen-Kassel als Söldner in englischen Diensten zum Einsatz im Amerikanischen Unabhängigkeitskrieg vom Geesteufer in Lehe eingeschifft.

### 1800 bis 1900
1801 brannten die Kirche und das Schulhaus ab. 1803 wurde die neu aufgebaute ev.-luth. Dionysiuskirche, im Volksmund Alte Kirche genannt, wieder geweiht.

#### Schulen
Der Schulunterricht aller Schulen erfolgte ab 1801 in angemieteten Räumen.
Die lutherische Schule trennte ab 1859 die Kinder nach Geschlecht. Die neue, lutherische Alte Postschule, mit sechs Klassenzimmern entstand 1861 hinter der alten, abgebrannten Schule. Neubauten kamen hinzu: 1871 die Marktschule, 1881 die Neuenlandschule, 1885 die Deichschule, 1894 die Schule Leherheide, 1896 die Gärtnerschule und 1901 die Neue Marktschule.
1856 wurde für die reformierte Schule ein Klassenzimmerbau Am Markt unterhalten, 1871 hatte sie dort drei Klassen. 1886 entstand ein Neubau an der Reuterstraße.
Auch für die Lateinschule, die dann Rektorschule hieß, wurde nach dem Kirchenbrand 1856 das neue Schulgebäude Am Markt gebaut.
Die katholische Schule entstand 1879 in der Hafenstraße Nr. 99.
Der Neubau einer katholischen Schule in der damaligen Schillerstr. 7 (heute Potsdamer Straße) von 1903 erhielt 1911 einen Anbau und wurde dann Uhlandschule genannt.
Eine private Höhere Töchterschule gab es ab 1865 bis 1904 in Mieträumen in der Hafenstraße.

#### Die Franzosenzeit

Leher Siegel von 1808

Zur Durchsetzung der Kontinentalsperre gegen die britischen Inseln, führte 1803 Napoleon einen Krieg gegen Großbritannien und gegen das im gemeinsamen Herrscherhaus verbundene Kurfürstentum Hannover und besetzte 1803 Kurhannover. 1805 zogen britische Truppen in Lehe ein. Erneut besetzten die Franzosen nach der Schlacht bei Jena und Auerstedt und der Niederlage Preußens im Oktober 1806 Lehe. 1808 verbrannten durch einen Stadtbrand 144 Gebäude. Die Franzosen blockierten die Weser für den Seehandel nach Großbritannien. 1809 besetzten die Briten kurzfristig die Karlsburg und Lehe.
1810 wurde das Kurfürstentum Hannover – und somit Lehe – Teil des von den Franzosen kontrollierten neuen Königreichs Westphalen. Ab 1811 gehörte Lehe als Teil des Département des Bouches du Weser zum französischen Kaiserreich. Die fortschrittlichen französischen Gesetze, unter anderem zur Abschaffung der Leibeigenschaft und zur kommunalen Selbstverwaltung, wurden eingeführt. Lehe wurde zum Verwaltungssitz des Arrondissements Bremerlehe. Im März 1813 begann ein Aufstand in Lehe, Blexen und Land Wursten; die Franzosen gaben die Besetzung der Karlstadt auf. Der von den Franzosen eingesetzte Maire Dassel war nach Bremen geflohen und ein Leher Richter nahm das Amt des Bürgermeisters wahr. Britische Soldaten unterstützten Lehe. Die Franzosen unter General Saint-Cyr mit 700 Soldaten sowie Artillerie und Reiterei schlugen am 25. März die Aufständischen aus Lehe, Debstedt, Dorum und die Briten blutig an der Geestebrücke nieder, ermordeten die Gefangenen und danach Leher Bürger. Die Brücke wurde seitdem Franzosenbrücke genannt. Im November 1813 vertrieb der russische Oberst Rüdiger mit seinen Truppen die Franzosen und die Franzosenzeit endete. Der Franzosenstein von 1913 erinnerte an die „Schlacht an der Franzosenbrücke“.

#### Lehe wieder bei Hannover und Bremerhaven entsteht

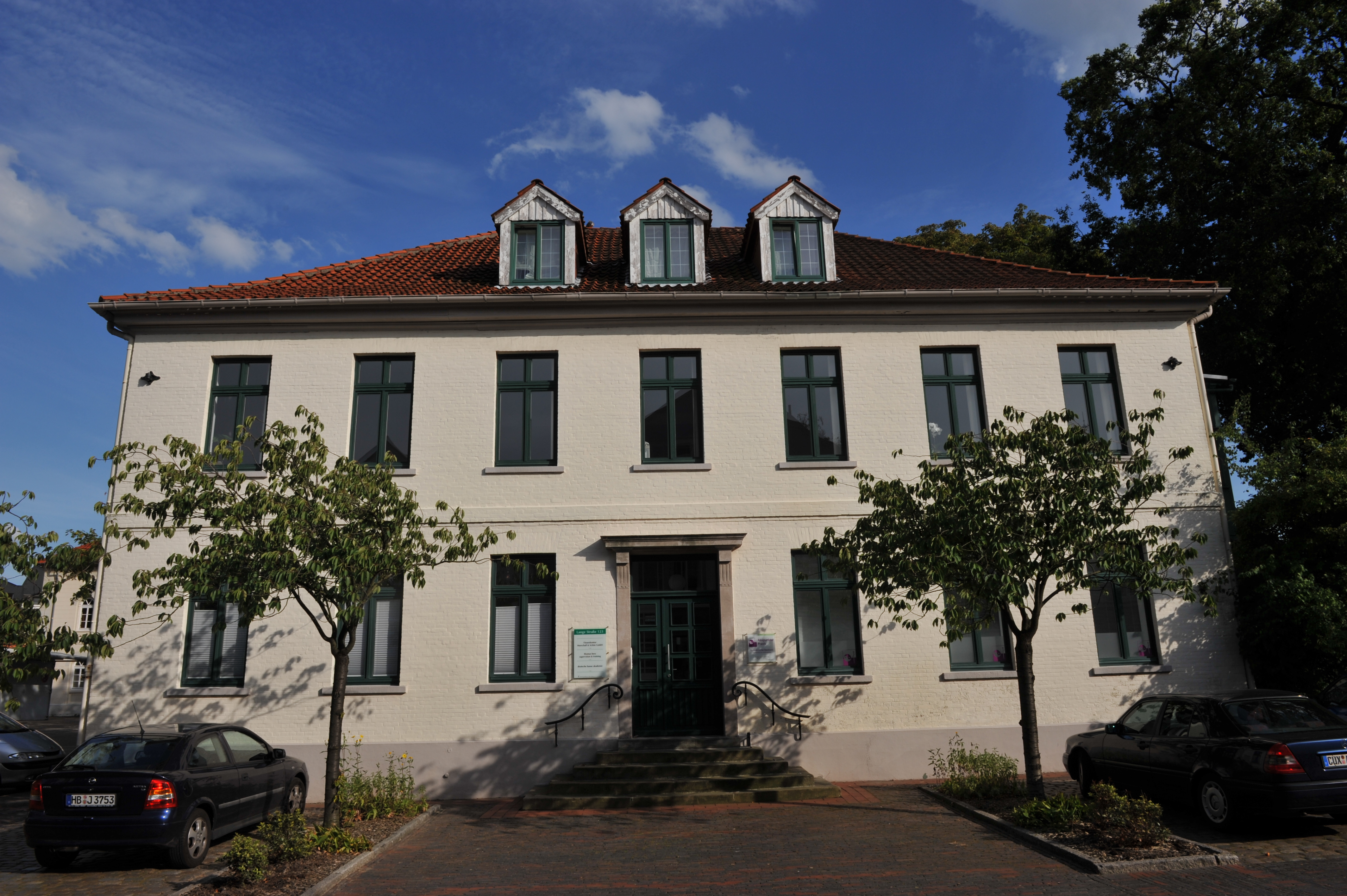
Landratshaus Lehe von 1830

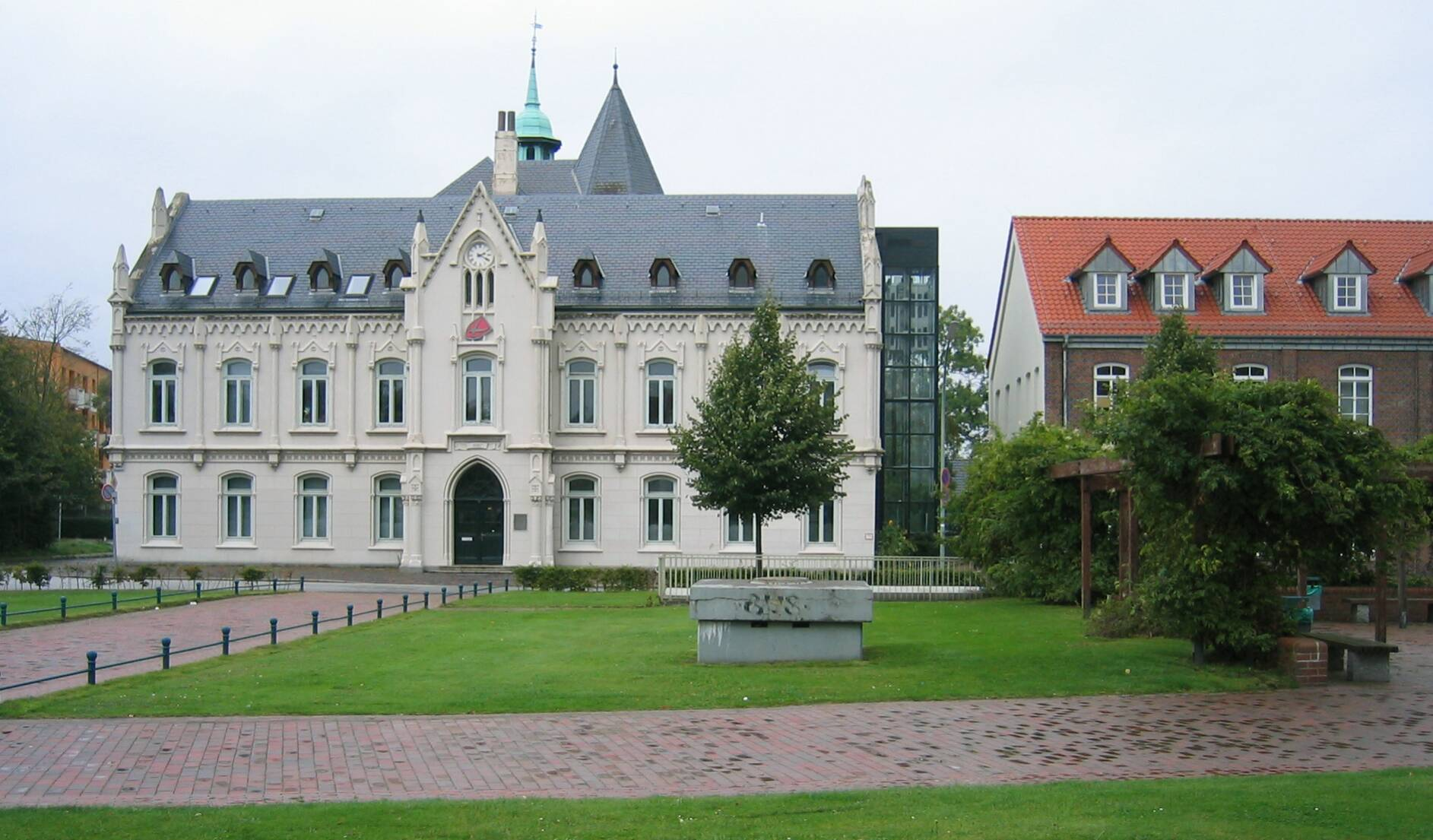
Lehes Altes Rathaus von 1865/1887/1907

1817 lehnte Hannover erneut die Pläne zum Bau eines Hafens ab, lediglich einige Duckdalben wurden im Bereich der Geeste als Schiffsanleger eingerammt. 1824 versuchte Oldenburg zu erreichen, dass nur Brake als Umschlagsplatz an der Unterweser anzusteuern sei. Die Verhandlungen ab 1825 zwischen Bremen und Hannover führten 1827 zum Staatsvertrag über den Verkauf des Geländes von dem heutigen Stadtteil Mitte an Bremen und 1828 zum Beginn der Hafenbauten.
Mit der Gründung Bremerhavens begann Lehes Aufstieg als Vorort der neuen, aber beengten Stadt. Viele Arbeiter wohnten im preiswerteren Lehe. 1827 wurde der Friedhof I an der Friedhofsstraße eingeweiht. Er löste die Kirchfriedhöfe an der Dionysiuskirche und am Klushof ab. Die Chaussee nach Bremerhaven (heute Hafenstraße) wurde 1829 ausgebaut und ein neues Gerichtsgebäude entstand.
1830 wurde Lange Straße Nr. 123 das Landratshaus Lehe erbaut, Wohnhaus und Sitz für den ersten Leher Amtmann Richter Telting. Am 3. Juli 1831 wurde aus dem Gericht Lehe und dem Amt Stotel-Vieland (mit Geestendorf) das Amt Lehe gebildet. Hauptort des Amtes war der Flecken Lehe, der 1834 den Wunsch der Landdrostei in Stade ablehnte, das Stadtrecht zu erhalten. Ab 1839 bis um 1846 (in Leher Haide) wurde die Gemeinheit (Allmende) von 1687 Morgen (1 Morgen = 2.500 m²) als gemeinschaftlichen Eigentums aufgelöst und an die stimmberechtigten Leher Bürger aufgeteilt.
Lehe war Zollinland und Alt-Bremerhaven ein Zollausschlussgebiet, also vom Zoll verschont. Viele Leher kauften vergünstigt in Alt-Bremerhaven, ein Nachteil für den Handel in Lehe. Erst 1888 wurde das städtische Gebiet von Alt-Bremerhaven ohne den Freihafen durch ein Reichsgesetz an das Zollinland des Reiches angeschlossen. Der vier Meter hohe Bretterzaun zwischen Bremerhaven und Lehe verschwand. Ansonsten aber profitierte Lehe durch die Versorgung von Alt-Bremerhaven.

##### Zeitungswesen
1841 erschien die erste Zeitung, der Wöchentliche Anzeiger für Lehe, Umgebung und Land Wursten. 1842 kam in Lehe das Wochenblatt der Bremerleher heraus, bevorzugt mit Mitteilungen für Alt-Bremerhaven und von 1861 bis 1869 erschien das Volksblatt an der Nordsee; beide Zeitungen verlegte Paul Friedrich Lamberti. Die Provinzial-Zeitung war von 1853 bis 1926 zugleich der Anzeiger für den Königlichen Obergerichts-Bezirk Lehe. Verleger Leopold von Vangerow und Redakteur Otto Remmler übernahmen 1857 diese Zeitung. Die Leher Nachrichten kamen ab 1882 im Verlag Schulze & Bissing in Lehe heraus. Das Leher Tageblatt war von 1897 bis 1905 nur ein Kopfblatt der Nordsee-Zeitung, die 1866 in Geestemünde gegründet wurde.

##### Nach 1848
Bei der Revolution 1848/49 fanden auch in Lehe Unruhen statt. Die konservative Führung aber strebte aber nur Verbesserungen für den „vornehmen Flecken“ an und versuchte den „Zuzug fremder Massen“ zu verhindern. Das angebotene Stadtrecht wurde erneut abgelehnt.
Alt-Bremerhaven gehörte kirchlich bis Ende der 1850er Jahre zu Lehe. 1850 wurden der Leher Altmarkt und der Friedhof II angelegt, der auch Alt-Bremerhavener aufnahm. Wegen der erhöhten Bautätigkeit entstanden 1850 an der Bütteler Straße / Batteriestraße als Kalkbrennerei die Kalköfen, die 1870 ihren Betrieb einstellten.
1851 entstand an der Langestraße 121 ein noch bestehendes Gebäude für das neue Amts- und Obergericht in Lehe und als Hannoversches Amtshaus. Lehe lehnt es erneut ab, Stadt zu werden. 1851 nahm von der Gaststätte Jägerhof aus der Postkutschenverkehr seinen Dienst auf. 1852 kam die dritte Brücke über die Geeste etwa im Bereich Streesemann-/Schwoonstraße, die 1894 nach der Begradigung der Geeste wieder abgebrochen werden konnte. 1853 wurde Schwonns Wasserturm im Stadtpark gebaut und 1902 vergrößert. Von Lehe aus erfolgte die Wasserversorgung in Bremerhaven. Der Altmarkt wurde 1854 vergrößert. Ein kleines Hospital entstand 1853 auf dem Süderfeld. Die Chaussee nach Dorum und Ritzebüttel wurde 1855 ausgebaut. 1859 gründete sich die Sparkasse des Fleckens. 1860 entstand der Arbeiterbildungsverein. 1861 konnte die Postschule neben der alten Schule an der Poststraße eingeweiht werden. Ab 1863 wurden die wichtigsten Straßen mit Öllampen, seit 1865 mit Petroleumlampen und ab 1894 mit Gaslampen beleuchtet. Eine Höhere Privat-Töchterschule gründete 1865 Helene Meyer im Haus des Fleckenvorstehers an der Hafenstraße 6. Daraus entwickelte sich 1904 die staatliche Höhere Töchterschule, die ab 1906 Kaiserin-Auguste-Viktoria-Schule, ab 1920 Städtisches Lyzeum zu Lehe und ab 1924 Staatliche Theodor-Storm-Schule Wesermünde hieß.

#### Lehe in der Provinz Hannover

Provinz Hannover

1866 verlor das Königreich Hannover nach seiner Niederlage im Deutschen Krieg zwischen dem Deutschen Bund und dem Königreich Preußen und dessen Verbündeten seine Unabhängigkeit und wurde 1867 die preußische Provinz Hannover. In der Landdrostei Stade gab es acht Kreise, darunter den Kreis Lehe aus den alten Ämtern Lehe und Dorum.
Seit 1866 wurde die „Armenpflege“ nicht mehr alleine von der Kirche, sondern auch vom Flecken durchgeführt. Ab 1868 erfolgte ein größerer Zuzug von Bürgern aus Mecklenburg und Schlesien, nachdem im Norddeutschen Bund Freizügigkeit des Wohnortes und Gewerbefreiheit galten. Der Friedhof III wurde angelegt. 1873 kam die Landstraße von Lehe nach Otterndorf. 1869 gründete sich der Turnverein Lehe, 1889 die Leher Turnerschaft (LTS) und 1882 die Leher Nachrichten durch die Verleger Schulze & Bissing. 1885 entstand die Unterweser-Zeitung als Nachfolgeblatt. 1881 gründete der Gewerbeverein Lehe von 1873 eine gewerbliche Fortbildungsschule.
Am 1. Januar 1880 trat das Verfassungsstatut für Lehe als Magistratsverfassung mit einem Bürgermeister an der Spitze in Kraft. In Lehe gab es 1880 zwei Schulen mit 18 lutherischen und 3 reformierten Klassen; eine Gewerbeschule wurde eingerichtet, die 1890 ihr eigenes Gebäude an der Stormstraße erhielt. Die Pferdebahn von 1880 wurde 1896 bis nach Speckenbüttel verlängert und ab 1907 elektrisch betrieben.
1885 wurde nach der neuen preußischen Kreisordnung die Verwaltung durch Landdroste abgeschafft. Aus der Landdrostei Stade entstand der Regierungsbezirk Stade mit 14 neuen Kreisen. Lehe wurde Verwaltungssitz des Kreises Lehe mit dem nördlich der Geeste gelegenen Teil vom Amt Lehe und dem Amt Dorum. Landrat Geiger trat an die Spitze des Kreises. Die südlich der Geeste gelegenen Gebiete vom Amt Lehe kamen zum Kreis Geestemünde. 1886 bezog die reformierte Schule (heute Zwinglischule) ihr Schulhaus. 1887 eröffnete am Altmarkt das Hotel Stadt Lehe, das seit 1906 der Gastwirt Hinrich Seebeck führte.
Ab 1883 entstanden die Kasernen (u. a. Stadthaus VI) an der Kaiser-Wilhelm-Straße, heute Hinrich-Schmalfeldt-Straße. 1887 bzw. 1897 wurden Hafen- und Rickmersstraße ausgebaut. 1888 fand die Einweihung des Rathauses am Leher Markt statt, das ursprünglich als Armenhaus 1865 erbaut und das 1907 erweitert wurde. Seit 1973 hat hier die Bauverwaltung ihren Sitz. 1893 wurde die Gasanstalt gebaut. Ab 1890 wurde der Speckenbütteler Park durch Lehe angelegt. Der Buttelberg, ein alter Jedutenberg an der Batteriestraße, wurde 1893 abgetragen. 1894 nahm die Gasanstalt am Wischacker den Betrieb auf. 1899 entstand der Fußballclub Bremerhaven-Lehe, der sich bald darauf VfB nannte.

##### Schulen
Aus der Gärtnerschule von 1896 an der Gärtnerstraße wurde die Lutherschule. Die Rektorschule (erste Lateinschule) von 1713 am Altmarkt wurde 1897 aufgelöst. Die lutherische Marktschule erhielt 1900 einen Neubau mit 13 Klassen.

##### Feuerwehr
Lehe hatte zunächst eine Pflichtfeuerwehr. 1890 wurde am Leher Markt ein Feuerlöschhaus gebaut, welches bis 1912 zwei Mal erweitert wurde. 1893/95 übernahm die Freiwillige Feuerwehr den Brandschutz. 1903 entstand die Alte Feuerwache Lehe an der Auestraße. In Leherheide gab es ab 1909 eine Abteilung der Freiwilligen Feuerwehr mit einem neuen Feuerwehrhaus von 1939 am Mecklenburger Weg.

##### Bahn
Der Zollinlandbahnhof an der Moltkestraße wurde 1892 gebaut. 1896 entstand der Bahnhof Lehe an der neuen Bahnstrecke Bremerhaven–Cuxhaven und an der Bahnstrecke Bremerhaven–Bederkesa. Ein neues Bahnhofsgebäude kam 1914.

##### Morgenstern-Museum
1896 legte Jan Bohls eine vorgeschichtliche Sammlung in einem Haus Hafenstraße 6 an und stellte sie aus. Der Verein Männer vom Morgenstern ergänzte die Sammlung. 1902 wurde die Sammlung an Geestemünde abgetreten und 1906 das Morgenstern-Museum gegründet, das das Historische Museum Bremerhaven wurde.

### Ab 1900

Lehe um 1901

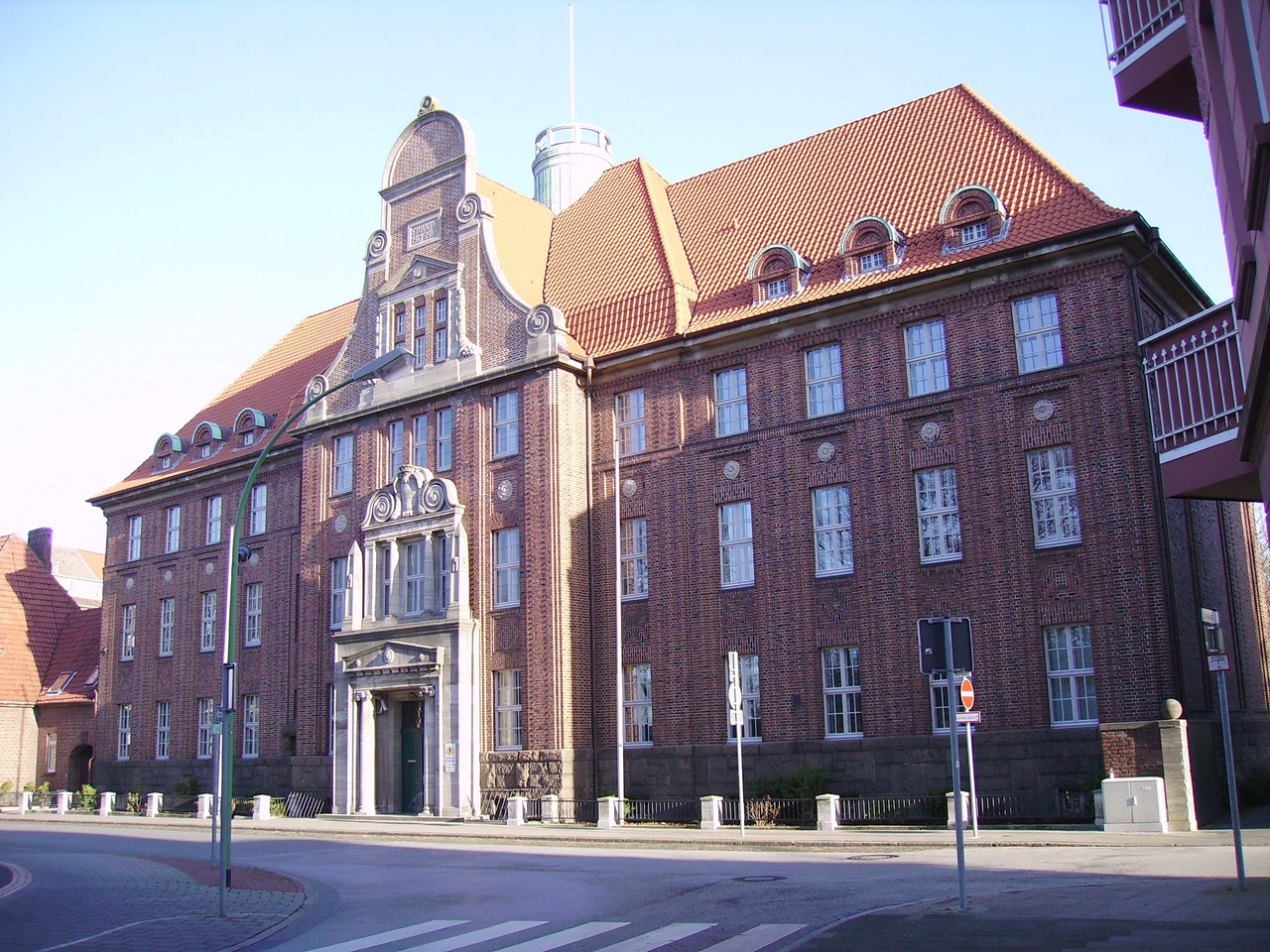
Amtsgericht von 1916

Von 1900 bis 1908 wurde die Unterweserwerft an der Geeste gebaut. Das Auesiel (Am Siel) wurde 1900 aufgegeben und die Aue zu einem neuen Siel im Bereich Auf den Sülten geführt. Von 1905 bis 1913 kam die Unterweser-Zeitung heraus, die später mit der Nordwestdeutschen Zeitung vereint wurde. Lehe beantragte 1906 das Stadtrecht, erhielt es aber erst 1920.

#### Schulen
Nach 1900 entstanden die traditionsreichen Leher Schulen, die Lessingschule von 1906 als Oberrealschule in der Hafenstraße, die Körnerschule I von 1908 in der damaligen Körnerstraße und die Pestalozzischule Bremerhaven von 1910 Am Leher Tor in Bremerhaven an der Grenze zu Lehe. In Körnerschule B als Volksschule wurde seit 1912 unterrichtet.
Die private Höhere Töchterschule (Lyceum Lehe) in der Hafenstraße wurde 1904 von der Gemeinde übernommen und erhielt 1906 den Namen Kaiserin-Auguste-Schule. 1912 erhielt sie ein Gebäude Ecke Mühlenstraße/Lutherstraße. Daraus wurde dann die Theodor-Storm-Schule. 1907 übernahm der Flecken Lehe die Volksschulen von der Kirche und ab 1908 waren dafür Kreisinspektoren (Schulräte) zuständig.
Die katholische Kirche baute 1903 eine Bekenntnisschule an der Uhlandstraße (heute Deichschule); in dem Gebäude wurde 1919 auch eine Hilfsschule untergebracht. Die Fritz-Reuter-Schule wurde 1936 zum Polizeirevier umgebaut.

#### Kirchen
Die neugotische evangelische Pauluskirche entstand ab 1902 auf dem Großen Blinkkamp. 1905 folgte der 75 m hohe Kirchturm. 1911 erfolgte der Bau der ebenfalls neugotischen katholischen Herz-Jesu-Kirche mit einem angrenzenden Schulbau nach Entwürfen des Architekten Maximilian Jagielski in Hannover. Eine Kapelle der Reformierten entstand 1911 an der Langen Straße.
Das Krankenhaus Lehe an der Wurster Straße (heute Gesundheitsamt) wurde 1906 fertiggestellt. 1907 wurden die ersten elektrischen Straßenlampen an der Hafenstraße aufgestellt und das Elektrizitätswerk Hökerstraße ging ans Netz. 1908 führte das Alexis an der Hafenstraße als erstes Kino Filme vor. Seit 1910 baute die Schiffbaugesellschaft Unterweser Fischdampfer an der Geeste. 1912 nahm der Schlachthof an der Schlachthofstraße seinen Betrieb auf. 1917 wurde an der Hafenstraße das Gebäude der Sparkasse und der Post nach Entwurf der Düsseldorfer Architekten Wilhelm Kreis und Karl August Jüngst eingeweiht.
Heinrich Kuhlmann (1855–1922) wurde als langjähriger Stadtverordnetenvorsteher und Stadtrat 1920 Ehrenbürger von Lehe. Auf seine Initiative geht die Errichtung des Schlacht- und Viehhofs Lehe zurück. Auf Friedrich Timmermann – ebenfalls Ehrenbürger von Lehe – ging die Erweiterung des Speckenbütteler Parks in den 1920er Jahren zurück, den er bis zu seinem Lebensende (1928) betreute.
1920 erhielt Lehe das Stadtrecht als kreisfreie Stadt. Bereits 1924 verlor Lehe seine Unabhängigkeit und ging zusammen mit Geestemünde in der neuen Stadt Wesermünde auf. 1924 wurden die Feuerwehren in Wesermünde im Stadtfeuerwehrverband zusammengeführt.

#### Lehe zu Wesermünde bzw. Bremerhaven
1927 gab der Lehrer Hermann Schröder die Geschichte der Stadt Lehe heraus. Das Kino Capitol eröffnete 1927 an der Hafenstraße.
1929 wurde die Brücke über die Geeste für den ersten Abschnitt der Umgehungsstraße, der Stresemannstraße, gebaut. Nachdem an der Verbindung zwischen Lehe und Geestemünde von 1931 bis 1938 die Arbeiten geruht hatten, konnte ein Abschnitt der Straße der Freiheit – wie sie von 1933 bis 1945 hieß – bis 1939 durchgeführt werden. Erst in den 1950er Jahren kam der Durchbruch als Bundesstraße 6 von der Melchior-Schwoon-Straße zum Flötenkiel in Richtung Langener Landstraße.
1939 wurde das zu Bremen gehörende Stadtgebiet von Bremerhaven (ohne das weiter Bremen gehörende Überseehafengebiet Bremerhaven) Teil der zur Provinz Hannover gehörenden preußischen Stadt Wesermünde.
Im Zweiten Weltkrieg war bei den Luftangriffen auf Wesermünde am 18. Juni 1944 und am 18. September 1944 auch der Stadtteil Lehe betroffen und verlor einen erheblichen Teil seines Gebäudebestandes. Am 7. Mai 1945 wurde Lehe durch britische und später durch amerikanische Truppen besetzt.
Die Stadt Wesermünde wurde 1947 Teil der Freien Hansestadt Bremen zugeschlagen und kurz darauf in Bremerhaven umbenannt. Lehe war nun ein Stadtteil Bremerhavens.
Auf Initiative von ÖTV-Sekretär Karl Eggers (SPD) entstand ab 1949 die Eigenheimsiedlungen Auf dem Eckernfeld. 12.000 Mark kostete ein einfaches Haus. Bauträger war die Gewog. Eine Siedlergemeinschaft wurde 1950 gegründet und bis 1975 von Hermann Elzmann geführt. 1957 erhielt die Siedlung die Gaußschule. 1959 erhielt Lehe die Stadtteilbibliothek an der Breidenbachstraße.
1971 wurde Leherheide durch eine Neueinteilung der Ortsteile in Bremerhaven zum eigenen Stadtteil.
In den 1980er und 1990er Jahren wurde im Stadtteil Lehe in dem Bereich von Frenssen-, Körner-, Kistner- und Hafenstraße im Rahmen der Städtebauförderung großflächig saniert. Die Fortsetzung der Stadtsanierung in Lehe erfolgte von 2000 bis 2006 im Rahmen des EFRE-Programms URBAN II der EU.
Am 31. Januar 1985 kollidierten über dem Industriegebiet Speckenbüttel zwei Phantom-Kampfflugzeuge aus Wittmund. Ein Besatzungsmitglied und ein Arbeiter starben. Fünf weitere wurden schwer verletzt.
1998 entstand wieder eine neue Freiwillige Feuerwehr in Lehe, nachdem nach 1947 diese Aufgaben nur von der Berufsfeuerwehr Bremerhaven wahrgenommen wurden.
Heute gilt Lehe als „Deutschlands ärmster Stadtteil“.

### Einwohnerentwicklung
| Jahr/Datum         | Einwohner | Quelle |
| ------------------ | --------- | ------ |
| 1821               | 1.545     |        |
| 1831               | 1.700     |        |
| 1833               | 01.823 1  | [ 12 ] |
| 1839               | 01.920 2  | [ 13 ] |
| 1855 (3. Dezember) | 03.751 3  | [ 14 ] |
| 1875 (1. Dezember) | 08.072 5  |        |
| 1885 (1. Dezember) | 10.955 4  | [ 15 ] |
| 1890 (1. Dezember) | 14.483 5  |        |
| 1895 (2. Dezember) | 19.151 5  |        |
| 1900 (1. Dezember) | 24.301 5  |        |
| 1905 (1. Dezember) | 31.826 5  |        |
| 1910 (1. Dezember) | 37.457 5  | [ 16 ] |

| Jahr/Datum         | Einwohner | Quelle |
| ------------------ | --------- | ------ |
| 1916 (1. Dezember) | 032.634 5 |        |
| 1917 (5. Dezember) | 031.653 5 |        |
| 1919 (8. Oktober)  | 038.105 5 |        |
| 1924               | 41.000    |        |
| 1974               | 42.265    |        |
| 1995               | 40.396    |        |
| 2000               | 37.782    | [ 17 ] |
| 2005               | 37.090    | [ 18 ] |
| 2010               | 36.427    | [ 19 ] |
| 2015               | 39.310    | [ 20 ] |
| 2018               | 38.643    | [ 1 ]  |
| 0                  | 0         | 0      |

1 in 283 Häusern

Einwohnerentwicklung von Lehe (Bremerhaven) von 1821 bis 2018 nach nebenstehender Tabelle

2 davon 1160 Lutheraner, 717 Reformierte, 5 Katholiken, 38 Juden

3 Volkszählungsergebnis, in 510 Wohngebäuden

4 Volkszählungsergebnis, in 1043 Wohngebäuden

5 Volkszählungsergebnis

### 750 Jahre Lehe

1 Euro-Briefmarke zum 750-jährigen Jubiläum

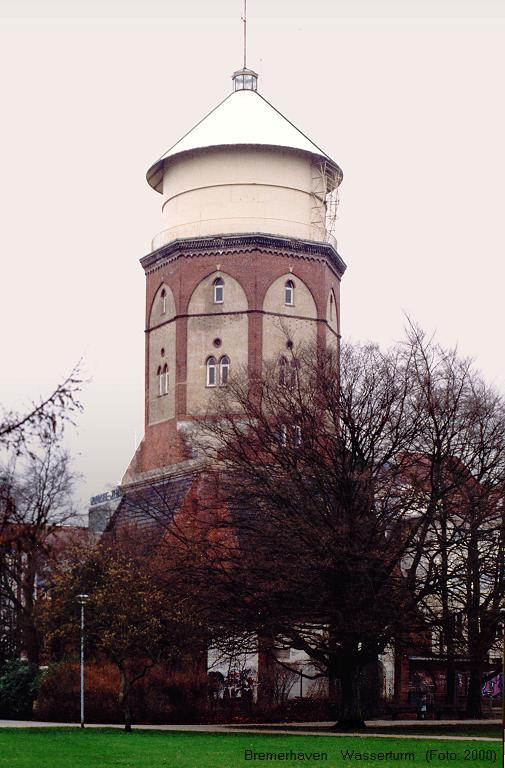
Wasserturm von 1897

Da das „dorpe lee“ erstmals im ältesten Güterregister der Oldenburger Grafen von 1273/78 erwähnt wird, wurde 2023 dank des Leher Mäzens Hermann Ludewig 750 Jahre Lehe gefeiert. Es begann mit Vorträgen zu Leher Themen vom Mittelalter bis heute durch Dieter Bischop, Dieter Borch, Manfred Ernst, Martin Günthner, Bernd Ulrich Hucker,  Julia Kahleyß, Nadine Laue, Dieter Riemer,  Joachim Sandmann, Susanne Schwan und Stefanie Wulff, welche die Grundlage für eine Serie von 26 Artikeln in der Nordsee-Zeitung sowie die Festschrift „750 Jahre Lehe“ bildeten. In zwei Ausstellungen in der Losche, dem ehemaligen Schwoonschen Wasserturm, wurden ab 10. Oktober Fotos, Stiche, Karten und Ansichtskarten von 1605 bis 2023 gezeigt sowie anschließend Bilder des Malers Paul Ernst Wilke, der mit Lale Andersen, der wohl berühmtesten in Lehe geborenen Frau, von 1922 bis 1931 verheiratet gewesen war.

## Politik

### Stadtteilkonferenz
Alle Bürger – auch Initiativen, Gruppen und Vereine, Schulen, Kindergärten, Kirchgemeinde und anderer Einrichtungen – können in der öffentlichen Stadtteilkonferenz Lehe (STK) an der Gestaltung des Stadtteils mitwirken, und diese durch ihre Sprecher gegenüber dem Magistrat der Seestadt Bremerhaven und der Bremerhavener Stadtverordnetenversammlung vertreten. Die erste Stadtteilkonferenz fand am 5. September 1996 statt.

### Wappen

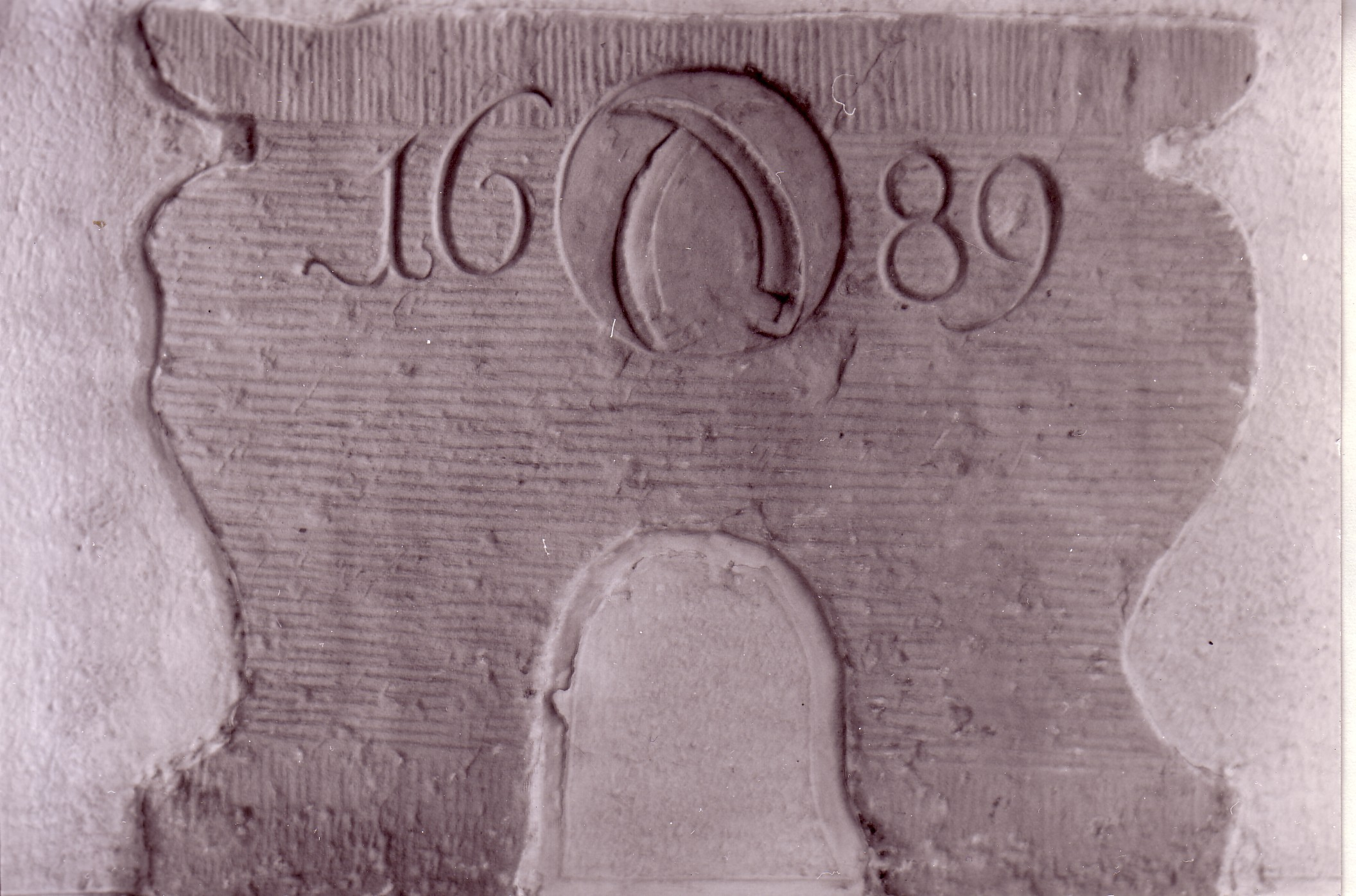
Leher Wappen von 1689

Leher Wappen um 1715

Das Wappen hatte bis zum Jahre 1924 seine Gültigkeit. Danach wurde aus Lehe und Geestemünde die Stadt Wesermünde, die ein eigenes Wappen bekam.
| Wappen von Lehe | Blasonierung: „Im golden bekrönten und geteiltem Schilde, oben in Rot zwei gekreuzte silberne Sensenblätter, unten in Gold ein nach rechts springendes weißes Ross.“ |
| Wappen von Lehe | Wappenbegründung: Die beiden Sensen, die 1589 in das Wappen aufgenommen wurden, sind eine bildliche Darstellung des Ortsnamens, da Leh die niederdeutsche Bezeichnung für Sense ist. Nach einer Wappensage führten die Leher zwei Sensen im Wappen, weil sie die örtlichen Adligen mit ihren Sensen vertrieben hatten. Dies könnte eine Erinnerung an die Bauernaufstände in den Wesermarschen ab 1204 sein, die in Stedingen begannen und 1234 durch ein Kreuzfahrerheer in der Schlacht von Altenesch niedergeschlagen wurden. Später kann das Niedersachsenross hinzu. |

## Kultur und Sehenswürdigkeiten

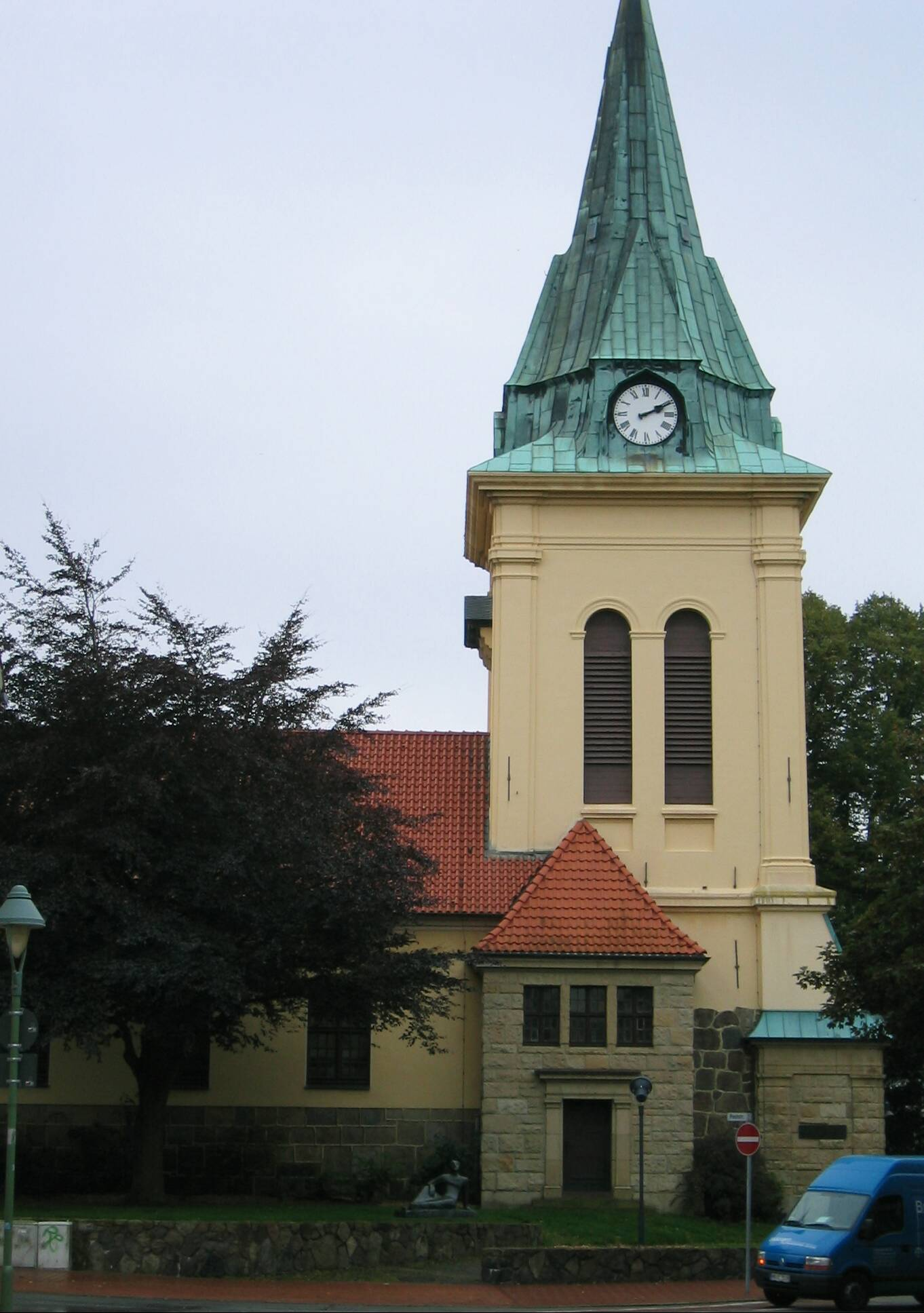
Alte Kirche

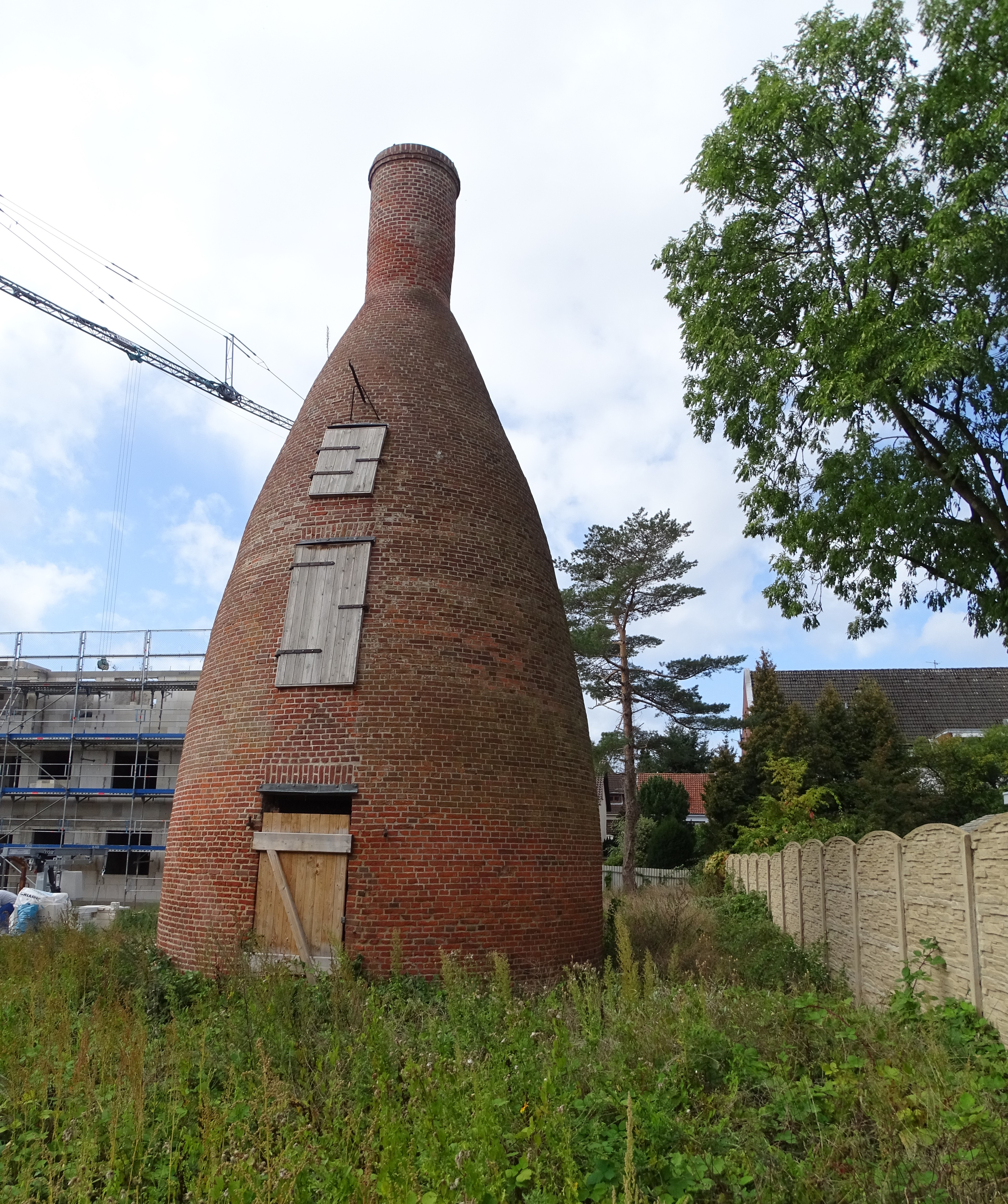
Kalkofen

### Bauwerke
- Die evang. Dionysiuskirche Bremerhaven-Lehe (Alte Kirche) an der Lange Straße von 1802–1803 auf alten, sichtbaren Grundmauern von um 1200
- Privilegierte Apotheke Lehe an der Poststraße; um 1680 gebaut, Umbauten nach 1801 und um 1900
- Schwoon’scher Wasserturm an der Hafenstraße nach Plänen von Simon Loschen von 1852/53, Ausbau 1902
- Hannoversches Amtshaus an der Lange Straße von 1851
- Portal der Rickmerswerft von 1857 am Paul-Haltenhof-Platz
- Rathaus Lehe an der Brookstraße von 1865; Umbauten 1887
- Evangelische neugotische Pauluskirche an der Hafenstraße nach Plänen von Eduard Wendebourg (1902–1905)
- Katholische neugotische Herz-Jesu-Kirche in Lehe an der Eupener Straße nach Plänen von Maximilian Jagielski (1910–1911)
- Volkskundliches Freilichtmuseum Speckenbüttel
- Amtsgericht Bremerhaven in Lehe von 1913–1916
- Villa Seedorf, Hafenstraße 14, stammt von 1877 und war von 1982 bis 2018 das Standesamt Bremerhaven, heute ein ambulantes Tumorzentrum
- Jüdischer Friedhof (Bremerhaven-Lehe)
- Alt-Leher Schule, Lange Straße 88, steht unter Denkmalschutz
- Parktor Speckenbüttel von 1896 im Stil des Historismus, Planer: Heinrich Lagershausen, Bauherr: Bernhard von Glahn (1825–1899)
- Kalkofen (Bremerhaven) von 1850
- Zollamt Rotersand, um 1935 gebaut
- Villa Giese, Lange Straße 72 steht unter Denkmalschutz, erbaut 1895, Architekt Carl Pogge
- Das Marineschwimmbad an der Geeste (Leher Schafsdeich), erbaut 1887[21]

### Kulturgeschichtspfade
- Altstadtrundgang (Bremerhaven)

## Öffentliche Einrichtungen

### Schulen
Förderschulen
- Gaußschule III

Grundschulen
- Amerikanische Schule
- Astrid-Lindgren-Schule
- Gaußschule I
- Lutherschule
- Marktschule

Oberschulen
- Gaußschule II
- Schule am Ernst-Reuter-Platz, ex Lessingschule (Bremerhaven)
- Schule Am Leher Markt

Berufliche Schule
- Werkstattschule

### Kirchen
- Dionysiuskirche, evang.
- Pauluskirche, ev.-luth.
- Herz-Jesu-Kirche, kath.
- Evangelische Freikirchliche Gemeinde (EFG)

### Sport

#### Sportanlagen
- Nordsee-Stadion, Am Stadion 10
- Stadthalle Bremerhaven, Melchior-Schwoon-Straße
- Eisarena Bremerhaven, Melchior-Schwoon-Straße
- Hallenbad 3, Am Stadion 10
- FCB-Sportplatz und Sparta-Sportplatz (SC Sparta) Pestalozzistraße 55
- Jahnwiese (TV Lehe), Wurster Straße 204
- LTS-Sportanlage, Honholdstraße 1
- Zollinland-Sportplatz, Kistnerstraße 54

#### Vereine
- Deutsche Jugendkraft (DJK) Arminia Bremerhaven, Brookkämpe 13
- Eisbären Bremerhaven, Amerikaring
- FC Sparta Bremerhaven (FC Sparta)
- Fischtown Pinguins Bremerhaven, Wilhelm-Kaisen-Platz
- Leher Turnerschaft von 1898 (LTS), Honholdstraße 1
- Olympischer Sport-Club Bremerhaven von 1972 (OSC Bremerhaven), Am Stadion 10
  - Bremerhaven Seahawks, American Football im OSC, Am Stadion 10
- REV Bremerhaven
- Schützenverein Lehe von 1848 e. V., Siebenbergensweg 36[22]
- Sportclub Lehe-Spaden von 1956, Meersenweg 50
- TC Rot-Weiss Bremerhaven
- Turnverein Lehe von 1869 (TV Lehe), Batteriestraße 22

## Wirtschaft und Verkehr

### Wirtschaft

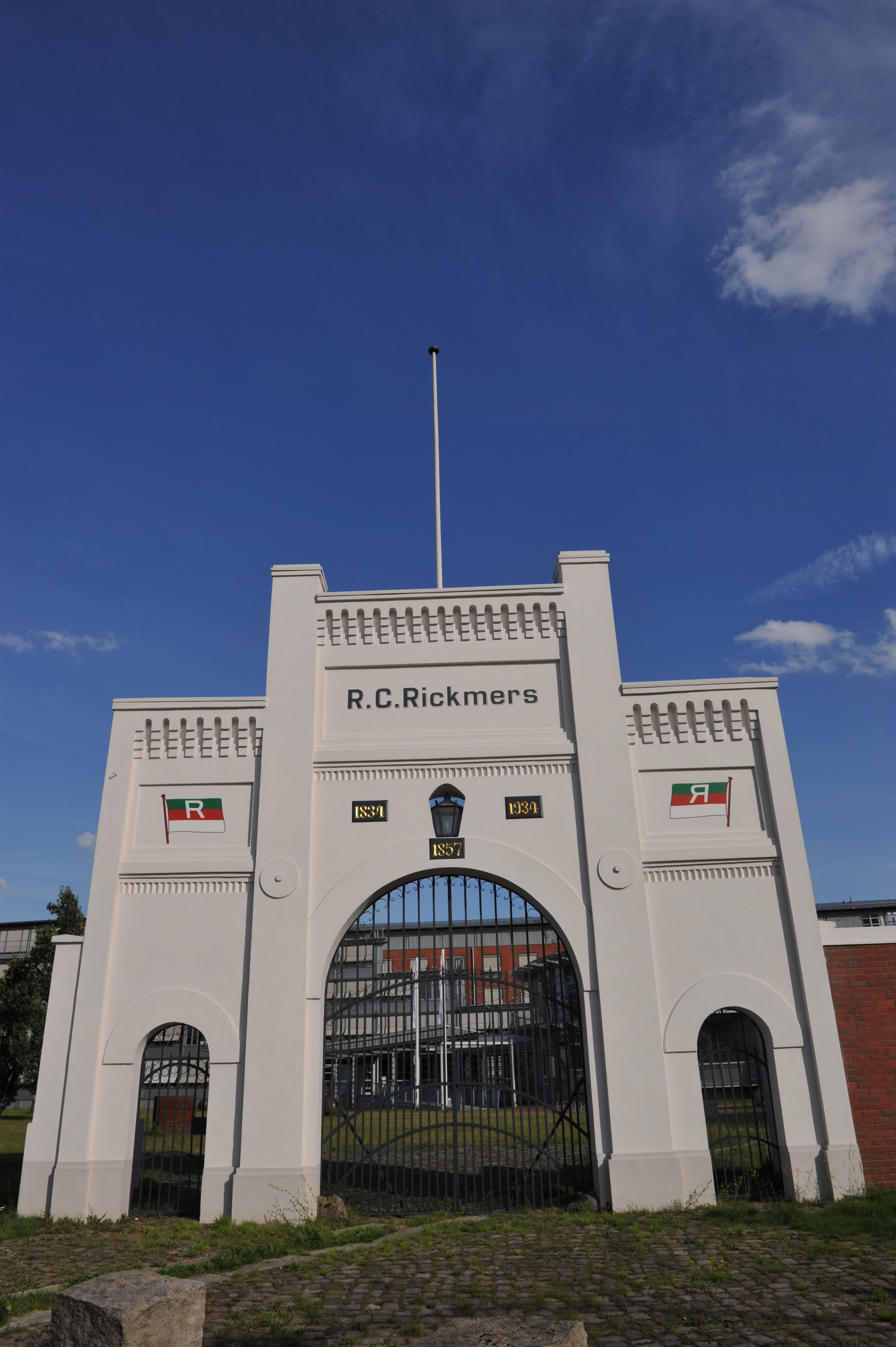
Rickmers Reederei, Portal der Rickmerswerft von 1857

Auf ehemaligem Leher Gebiet wurde der Hafen von Bremerhaven gegründet. Heute gehört das Hafengebiet zu den Stadtteilen Mitte bzw. zur Stadt Bremen.
Von der früheren Werftentätigkeit zeugt nur noch das Portal der Rickmerswerft.
Die Nordsee-Zeitung hat ihren Hauptsitz in Lehe an der Hafenstraße.

### Verkehr
Am Bahnhof Bremerhaven-Lehe enden die Züge aus Richtung Bremen, in Richtung Cuxhaven und Buxtehude halten hier die Züge der Eisenbahnen und Verkehrsbetriebe Elbe-Weser (EVB).
BremerhavenBus bindet den Leher Bahnhof mit drei Linien an, während das restliche Gebiet Lehes von nahezu allen Linien angefahren wird. Bis 1982 verkehrte außerdem noch eine Straßenbahnlinie der Verkehrsgesellschaft Bremerhaven AG (VGB) vom Geestemünder Bahnhof (Hauptbahnhof) über die Innenstadt und die Hafenstraße in Lehe bis zur Stadtgrenze Bremerhaven nach Langen. Früher fuhr auch noch eine Linie von Wulsdorf, Straßenbahnhof über die Rickmersstraße in Lehe zum Leher Bahnhof (siehe auch Gleisplan von 1952).
Mit dem Auto ist Lehe über die ehemalige Bundesstraße 6, über die Bundesstraße 212 und über die Bundesautobahn 27 (Anschlussstelle Zentrum und Überseehäfen) zu erreichen. Die Hauptdurchfahrtsstraßen des Stadtteils sind die Hafenstraße und die Stresemannstraße. Wichtige Durchgangsstraßen sind die Wurster Straße, die Langener Landstraße und die Pestalozzistraße. Über die Spadener Straße wird der Nachbarort Spaden mit rund 4000 Einwohnern erreicht.

## Zehn-Mark-Banknote

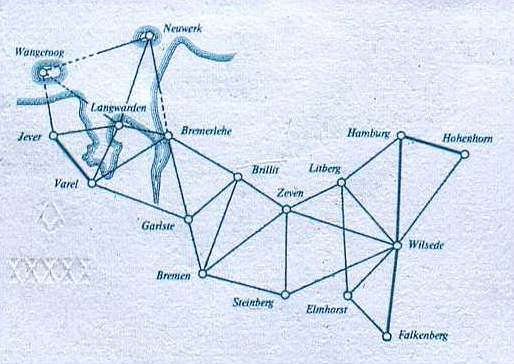
Ausschnitt von der 10 Deutsche-Mark-Note mit Bremerlehe als Messpunkt

Vom 7. bis 13. Juni 1825 führte Carl Friedrich Gauß trigonometrische Messungen in Bremerlehe durch. Ein Ausschnitt des Vermessungsnetzes mit Bremerlehe als trigonometrischem Punkt ist auf dem letzten 10-Deutsche-Mark-Schein abgebildet, der von 1991 bis 2001 gesetzliches Zahlungsmittel war. Die Vorderseite der Banknote zeigt Gauß.

## Persönlichkeiten

### Ehrenbürger
Am 11. November 1924, in der letzten Sitzung des Leher Stadtparlaments, wurden erstmals Leher Bürger zu Ehrenbürgern ernannt.
- Friedrich Timmermann (1855–1928), Landwirt, Bürgervorsteher 1901–1909, danach Senator
- Rudolf Mädger (1860–1928), Zimmermann, Gastwirt vom Bürgerhaus, Bürgervorsteher 1891–1911, danach Senator
- Johann (Hans) Karl Harries (1862–1925), Rechtsanwalt u. Notar, Bürgervorsteher von 1900 bis 1903, danach Senator

### Söhne und Töchter des Stadtteils
- Johann Hinrich Eitz (1779–1870), Leher und Bremerhavener Bauunternehmer, Mitglied der Bremischen Bürgerschaft
- Karl Weber, genannt Aalweber (* um 1780–1855), Bürstenbinder und Aalverkäufer, Hamburger Original
- Jan Bohls (1863–1950), Zoologe, Volkskundler und Heimatforscher
- Karl von Hassell (1872–1932), Jurist, Landrat des Mansfelder Gebirgskreises
- Willi Rickmer Rickmers (1873–1965), Bergsteiger und Forschungsreisender
- Heinrich Brandt (1886–1970), evangelisch-lutherischer Theologe und Landessuperintendent für den Sprengel Osnabrück-Diepholz der hannoverschen Landeskirche
- Bernhard Ordemann (1887–1959), Verwaltungsjurist
- Johannes Mattfeld (1895–1951), Botaniker
- Carl Hermann (1898–1961), Physiker, Professor für Kristallographie
- Adolf Butenandt (1903–1995), Professor für Biochemie und Nobelpreisträger für Chemie
- Gustav W. Rogge (1903–1987), Bauingenieur und -unternehmer
- Lale Andersen (1905–1972), Sängerin und Schauspielerin, die mit dem Lied Lili Marleen berühmt wurde
- Otto Weyermann (1908–2003), deutscher Autor, Schiffssteward, Seemannsausrüster im In- und Ausland, Kaufmann und Gastwirt in Bremerhaven
- Edwin Richard Lielienthal (1909–1994), Politiker (SPD) und Mitglied des Niedersächsischen Landtages
- Heiner Palinkas (1913–2004), Maler
- Willy Hinck (1915–2002), Maler und Fotograf
- Curt Meyer (1919–2011), Mathematiker und Hochschullehrer
- Ricklef Müller (1922–2003), Theater-, Film- und Fernsehschauspieler
- Jörn Rau (1922–2007), Architekt
- Werner Grübmeyer (1926–2018), Politiker (CDU)
- Heino Ferch (* 1963), Schauspieler

### Personen, die mit Lehe in Verbindung stehen
- Bernhard Rudolph (1876–1960), ab 1908 Rechtsanwalt und ab 1913 Notar in Lehe, ab 1909 Bürgervorsteher und ab 1924 Bürgervorsteherworthalter (Stadtverordnetenvorsteher) in Lehe und Wesermünde, Mitglied des Hannoverschen Provinziallandtages
- Karl Schönewald (1878–1964), Syndikus (1908–1916) und Bürgermeister bzw. Oberbürgermeister von Lehe (1916–1924)
- Theodor Ludwig Karl Krieghoff (1879–1946), Komponist, Musiker, Militärmusiker der Matrosen Artillerie, wohnte in der Leher Potsdamer Str. 45
- Werner Bunnenberg (1900–1960), Ingenieur und Hochschullehrer
- Peter Raap (* 1948), Kraftfahrzeugmechaniker, Industriemeister, Heimatforscher, Gedächtnis Bremerhavens und seines Umlands
- Manfred Richter (* 1948), Lehrer, Politiker (FDP), Bürgerschafts- und Bundestagsabgeordneter, Oberbürgermeister von Bremerhaven, ging in Lehe zur Schule